# Europese weg 14
De Europese weg 14 of E14 is een weg die door Noorwegen en Zweden loopt.
De route die begint in het Noorse Stjørdalshalsen, en vandaar gaat de weg richting de Zweedse grens om vervolgens net voorbij de grens Storlien te passeren. Het Zweedse traject loopt vervolgens van Östersund tot Brunflo nog even gelijk met de E45 om na een afstand van circa 417 km te eindigen in Sundsvall.

## Algemeen
De Europese weg 14 is een Klasse A West-Oost-verbindingsweg en verbindt het Noorse Trondheim met het Zweedse Sundvall. De route is door de UNECE als volgt vastgelegd:
Noorwegen
- Trondheim

Zweden
- Storlien
- Östersund
- Sundsvall

## Traject

### Noorwegen
De E14 begint in Stjørdalshalsen, ten oosten van Trondheim, op een rotonde met de E6, vanwaar de weg naar het oosten loopt, door het dal van de Stjørdalselva, richting de Zweedse grens.

### Zweden
De weg gaat de grens over nabij het plaatsje Storlien. De weg loopt in de bossen van het Zweedse binnenland veelal langs meren en rivieren. Hier komt de weg langs een aantal kleine plaatsen. Bij de stad Östersund is de weg kortstondig dubbel genummerd met de E45. De weg eindigt op een toerit naar de E4 in Sundsvall. 
Tussen Vattjom en Sundsvall is zes kilometer aan weg opgewaardeerd naar een 2x2-weg. De nieuwe weg is eind 2021 gereed.

## Aansluitingen op andere Europese wegen
Tijdens de route komt de E14 de volgende Europese wegen tegen:
- De E6 in Stjørdalshalsen, Noorwegen
- De E45 bij Östersund, Zweden
- De E4 in Sundsvall, Zweden

Europese wegen:
E6 · E8 · E10 · E12 · E14 · E16 · E18 · E39 · E45 · E69 · E75 · E105 · E134 · E136
Riksveier:
2 · 
3 · 
4 · 
5 · 
7 · 
9 · 
12 · 
13 · 
15 · 
19 · 
20 · 
21 · 
22 · 
23 · 
25 · 
35 · 
36 · 
40 · 
41 · 
42 · 
44 · 
47 · 
52 · 
55 · 
70 · 
73 · 
77 · 
80 · 
83 · 
85 · 
92 · 
93 · 
94 · 
110 · 
111 · 
120 · 
150 · 
156 · 
159 · 
162 · 
163 · 
190 · 
191 · 
200 · 
282 · 
420 · 
451 · 
502 · 
509 · 
510 · 
518 · 
555 · 
562 · 
580 · 
616 · 
617 · 
658 · 
681 · 
706 · 
827 · 
833 · 
853 · 
862 · 
881 · 
887 · 
892 · 
893
Europese wegen:
E4 · E6 · E10 · E12 · E14 · E16 · E18 · E20 · E22 · E45 · E65
Riksvägar:
9 · 11 · 13 · 15 · 17 · 19 · 21 · 23 · 24 · 25 · 26 · 27 · 28 · 29 · 30 · 31 · 32 · 34 · 35 · 37 · 40 · 41 · 42 · 44 · 46 · 47 · 49 · 50 · 51 · 52 · 53 · 55 · 56 · 57 · 61 · 62 · 63 · 66 · 68 · 69 · 70 · 72 · 73 · 75 · 76 · 77 · 83 · 84 · 86 · 87 · 90 · 92 · 94 · 95 · 97 · 98 · 99